# Каменица (Лепосавић)
Каменица (алб. Kamenicë или Kamenica) је насеље у општини Лепосавић на Косову и Метохији.

## Географија
Површина катастарске општине Каменица где је атар насеља износи 270 ha. Припада месној заједници Сочаница. Насеље се налази 13 km југозападно од Лепосавићa, са леве стране Ибра. Бетонским мостом на Ибру село је повезано са главном путном саобраћајницом која води Ибарском долином. Средња надморска висина села је 510м. Куће су лоциране на југозапаном делу Каменичког поља, ближе железничкој прузи и северније према селу Вучи. Груписане су у две веће групе међусобно доста удаљене.

## Историја
У турском катастарском попису из 1463. године уписано је преко 50 српских кућа у три каменичка засеока. У селу се налазе остаци старе српске цркве са конаком, звоником и бунаром. Очувана су два масивна довратника и камена крстионица. До цркве је гробље српских војника погинулих у Првом светском рату. У селу Каменица саграђена је црква Св. Константина и Јелене, цркву су саградили становници села од прикупљених донација из целе Србије. Новоподигнуту цркву осветио је Епископ Рашко-призренски Теодосије.

## Порекло становништва по родовима
- Морачани (Вукадиновићи) (5 кућа, Аранђеловдан). Преци били неко време у Требићу, имају одсељене одељаке у Топлици и шумадијској Паланци.
- Бараћи (8 кућа). Од Бараћа у Барама у Борју.
- Бачани (6 кућа, Св. Јован). Преци су им из Баса код Рожаја, старином из Мораче.
- Радовићи (4 куће, Св. Јован). Кулизе из Мораче, дед из пештерских Шара дошао у Вучу Локву, па прешао овамо. Они и Шарци у Вучој на Ибру су исти род.[2]

## Демографија
У селу 2004. године живи 149 становника. Данашње становништво чине родови: Марковићи, Миленковићи, Антосијевићи, Милосављевићи, Јовановићи, Радовановићи, Видојевићи, Павловићи, Миладиновићи, Драгојевићи.
| Година       | 1948 | 1953 | 1961 | 1971 | 1981 | 1991 | 2004 |
| ------------ | ---- | ---- | ---- | ---- | ---- | ---- | ---- |
| Становништво | 164  | 169  | 169  | 156  | 171  | 140  | 149  |

|  |